# Ernst Käsemann
Ernst Käsemann (Bochum, 12 luglio 1906 – Tubinga, 17 febbraio 1998) è stato un insegnante tedesco, teologo luterano e professore universitario.
Käsemann si laurea nel 1931 a Marburgo con Rudolf Bultmann, di cui è uno dei principali allievi. Dal 1933 al 1946 Käsemann è pastore della comunità evangelica di Gelsenkirchen – Rotthausen, dove si segnala per l'opposizione contro il regime di terrore nazista.
Nel dopoguerra Käsemann divenne professore di Nuovo Testamento a Magonza dal 1946 al 1952, poi a Gottinga fino al 1959 e, infine, sino al 1971 a Tubinga.
Fu a Gottinga, nel 1954, che Käsemann pubblicò il suo saggio più famoso, Das problem des historischen Jesus; con tale testo egli affermava – in opposizione al proprio maestro Bultmann - che era possibile avere una conoscenza sicura sulla vita di Gesù e sul suo messaggio, avvicinandosi così di nuovo all'impostazione di Ferdinand Christian Baur.
Käsemann applica un doppio criterio di differenziazione alla tradizione sinottica. Un logion di Gesù è da ritenersi certamente originale, quando non lo si può ricondurre né all'ambiente ebraico né alla vita e all'insegnamento dei primi cristiani. A ciò Käsemann aggiunge il criterio del riferimento multiplo e della coerenza del logion con altre parole di Gesù che si sono dimostrate originali. Questi criteri si sono imposti nella ricerca su Gesù e hanno rappresentato, per ben trent'anni, il metodo di lavoro dominante nella ricerca neotestamentaria.
Käsemann vide, inoltre, nell'apocalittica giudaica, nella quale egli inserisce il messaggio di Gesù, l'elemento pregnante della dottrina della giustificazione di San Paolo e la madre della teologia cristiana. In questo senso egli è stato uno degli ultimi esperti neotestamentari che abbia presentato un concetto comune storico – teologico.
Negli ultimi anni la vita di Käsemann fu segnata dalla tragica scomparsa della figlia Elisabeth Käsemann, che fu sequestrata e fatta sparire dalle forze di sicurezza argentine durante la dittatura militare. Essa fu probabilmente – come tanti altri desaparecidos – uccisa il 24 maggio 1977.

## Opere tradotte in italiano
- Prospettive paoline, Brescia Paideia, 1972.
- L'appello alla libertà: indagine polemica sul Nuovo Testamento, Torino, Claudiana 1972.
- L'enigma del quarto Vangelo Giovanni: una comunità in conflitto con il cattolicesimo nascente?, Torino, Claudiana 1977.
- Saggi esegetici, Casale Monferrato, Marietti 1985.